# Reinoud II van Brederode

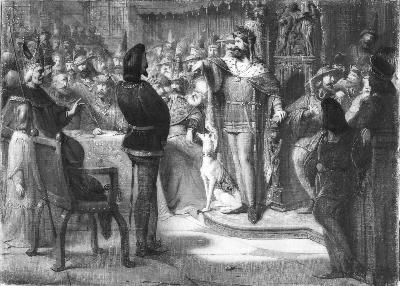
Reinoud verdedigt zich bij de raad van het Gulden Vlies in 1472. tekening Barend Wijnveld.

Reinoud II van Brederode (Santpoort, 1415 - Vianen, 16 oktober 1473) was heer van Vianen, Brederode, Ameide, Lexmond, Hei- en Boeicop, Meerkerk, Tienhoven, Twaalfhoven, Voshol, Schoorl, burggraaf van Utrecht, en vanaf 1445 ridder van de orde van het Gulden Vlies.

## Biografie
Hij was een zoon van Walraven I van Brederode en Johanna van Vianen. Zijn vader overleed toen hij jong was. Zijn oom Willem van Brederode trad voor hem als voogd op, tot hij bij zijn meerderjarigheid in 1438 officieel tot heer werd benoemd. Van Brederode wordt in 1440 voor het eerst genoemd in verband met de overdracht van eigendommen in het Gooi. In het volgend jaar verkochten hij en zijn broer Gijsbrecht een deel van de heerlijkheid Gennep. In 1453 werkten hij en zijn broer Gijsbrecht mee aan de onderwerping der Gentenaren aan Filips de Goede.
In 1445 trad hij toe tot de Orde van het Gulden Vlies en werd hij ook tot burggraaf van Utrecht benoemd. Reinoud (II) schoot zijn broer Gijsbrecht te hulp in zijn bisschoppelijk dispuut met David van Bourgondië, dat ontaardde in de Utrechtse oorlog van 1456-58, maar David nam hem en zijn broer in 1470 gevangen en martelde hen. Karel de Stoute gaf hem zijn vrijheid terug, maar Reinoud werd nooit meer echt de oude.
Reinoud huwde omstreeks 1440 met Elisabeth of Lijsbeth Willems. Uit dit huwelijk kwamen veel kinderen voort, maar dit huwelijk werd nooit als rechtsgeldig beschouwd, waardoor de kinderen als bastaarden werden gezien. Omstreeks 1458 sloot Reinoud een tweede huwelijk met Yolande van Lalaing (ca. 1422-1497), een dochter van Willem van Lalaing en Johanna van Créquy, vrouwe van Bignicourt.

## Kinderen
Kinderen met Elisabeth Willems:
- Walraven van Brederode ± 1440-?
- Reinier van Brederode ± 1444-± 1481
- Hendrik van Brederode ± 1447-?
- Johan van Brederode ± 1450-?
- Johan van Brederode ± 1452-?
- Johanna van Brederode ± 1455-?
- Joost van Brederode ± 1457-?

Kinderen met Yolanda van Lalaing:
- Josina van Brederode ± 1458-?
- Johanna van Brederode ± 1459-?
- Walravina van Brederode ± 1460-± 1500
- Anna van Brederode ± 1461-?
- Walraven II van Brederode 1462-1531, opvolger
- Frans van Brederode 1465-± 1490, bekend van de Jonker Fransenoorlog.
- Yolande van Brederode ± 1467-?

## Voorouders
| Voorouders van Reinoud II van Brederode | Voorouders van Reinoud II van Brederode                                              | Voorouders van Reinoud II van Brederode                                              | Voorouders van Reinoud II van Brederode                                          | Voorouders van Reinoud II van Brederode                                          | Voorouders van Reinoud II van Brederode                               | Voorouders van Reinoud II van Brederode                               | Voorouders van Reinoud II van Brederode                               | Voorouders van Reinoud II van Brederode                               |
| --------------------------------------- | ------------------------------------------------------------------------------------ | ------------------------------------------------------------------------------------ | -------------------------------------------------------------------------------- | -------------------------------------------------------------------------------- | --------------------------------------------------------------------- | --------------------------------------------------------------------- | --------------------------------------------------------------------- | --------------------------------------------------------------------- |
| Overgrootouders                         | Dirk III van Brederode (1308-1377) ∞ Beatrix van Heinsberg en Valkenburg (1316-1353) | Dirk III van Brederode (1308-1377) ∞ Beatrix van Heinsberg en Valkenburg (1316-1353) | Jan II van Gennep (1320-) ∞ Johanna Both van der Eem (1325-1360)                 | Jan II van Gennep (1320-) ∞ Johanna Both van der Eem (1325-1360)                 | Gijsbrecht van Vianen (1325-1391) ∞ Beatrix van Egmond (1330–1403)    | Gijsbrecht van Vianen (1325-1391) ∞ Beatrix van Egmond (1330–1403)    | Jan van Ameide (1325-1375) ∞ Maria van Arkel (1335-1370)              | Jan van Ameide (1325-1375) ∞ Maria van Arkel (1335-1370)              |
| Grootouders                             | Reinoud I van Brederode (1336-1390) ∞ Jolanda van Gennep van der Eem (1353-1423)     | Reinoud I van Brederode (1336-1390) ∞ Jolanda van Gennep van der Eem (1353-1423)     | Reinoud I van Brederode (1336-1390) ∞ Jolanda van Gennep van der Eem (1353-1423) | Reinoud I van Brederode (1336-1390) ∞ Jolanda van Gennep van der Eem (1353-1423) | Hendrik II van Vianen (1355-1417) ∞ Heilwich van Ameide (1360-1405)   | Hendrik II van Vianen (1355-1417) ∞ Heilwich van Ameide (1360-1405)   | Hendrik II van Vianen (1355-1417) ∞ Heilwich van Ameide (1360-1405)   | Hendrik II van Vianen (1355-1417) ∞ Heilwich van Ameide (1360-1405)   |
| Ouders                                  | Walraven I van Brederode (1370-1417) ∞ Johanna van Vianen (1390-1418)                | Walraven I van Brederode (1370-1417) ∞ Johanna van Vianen (1390-1418)                | Walraven I van Brederode (1370-1417) ∞ Johanna van Vianen (1390-1418)            | Walraven I van Brederode (1370-1417) ∞ Johanna van Vianen (1390-1418)            | Walraven I van Brederode (1370-1417) ∞ Johanna van Vianen (1390-1418) | Walraven I van Brederode (1370-1417) ∞ Johanna van Vianen (1390-1418) | Walraven I van Brederode (1370-1417) ∞ Johanna van Vianen (1390-1418) | Walraven I van Brederode (1370-1417) ∞ Johanna van Vianen (1390-1418) |
| Reinoud II van Brederode (1415-1473)    |                                                                                      |                                                                                      |                                                                                  |                                                                                  |                                                                       |                                                                       |                                                                       |                                                                       |